# ترموديناميكا كيميائية
ترموديناميكا كيميائية أو علم الحركة الحرارية الكيميائية (بالإنجليزية: Chemical thermodynamics)‏  هو أحد فروع علم الحركة الحرارية (الترموديناميكا) التي تهتم بدراسة الحركة الحرارية في الأجسام والأنظمة. وتتعلق الترمودينامكا الكيميائية بدراسة علاقة الحرارة والشغل بالتفاعلات الكيميائية أو علاقتهما بالتغيرات الفيزيائية لحالة نظام يتبع قوانين الترموديناميكا. وتتضمن الترموديناميكا الكيميائية القياس المعملي للعمليات المختلفة وكذلك تطبيق الطرق الرياضية في دراسة مسألة التفاعلات والتغير الطبيعي التلقائي الذي يحدث في عمليات مختلفة.
تنطلق الترموديناميكا الكيميائية من قوانين الديناميكا الحرارية. وابتداء من القانون الأول والقانون الثاني للترموديناميكا نتجت أربعة معادلات تسمى «معادلات جيبس الأساسية». ثم تطورت الترموديناميكا ونتج من تلك الأربعة معادلات عددا من المعادلات تختص بصفات الحركة الحرارية في نظام حركة حرارية، وتسهل استنباطها بطرق رياضية بسيطة. ذلك هو الإطار العام الذي تعمل فيه رياضيات الترموديناميكا الكيميائية.

## تاريخ

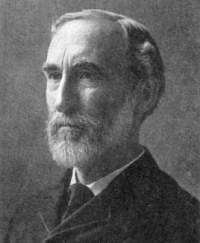
ويلارد غيبس - مؤسس علم الترموديناميكا الكيميائية.

في عام 1865 كتب العالم الفيزيائي الألماني رودولف كلاوسيوس موضوعا عن «النظرية الميكانيكية للحرارة» ووضح فيها مبادئ الكيمياء الحرارية، أي أن الحرارة الناتجة عن عملية احتراق لها علاقة بالترموديناميكا.

وبالاعتماد على عمل كلاوسيوس بصاغ الفيزيائي الأمريكي ويلارد غيبس خلال الأعوام 1873-1876 عدة مقالات علمية أشهر مقالة منهم هي «عن توازن المواد الغير متجانسة». وبين جيبس في تلك المقالات العلمية كيفية قياس القانون الأول للديناميكا الحرارية عمليا وكيفية معاملته رياضيا بغرض الحصول على توازن ترموديناميكي في التفاعلات الكيميائية وكذلك ميولهم للحدوث وتغيرهم مع الزمن. وشكلت مقالات جيبس المجموعة الأولى الموحدة لنظريات الترموديناميكا وهي مبنية على أعمال علماء من قبلة مثل «كلاوسيوس» وسادي كارنو.
وخلال القرن العشرين نشرت مقالاتان علميتان مهمتان طبقت فيهما مبادئ جيبس على عمليات كيميائية، وتطور بذلك أساس علم الترموديناميكا الكيميائية. وكانت المقالة الأولى عام 1923 في كتاب " الترموديناميكا وعلاقتها بالطاقة الحرة للمواد الكيميائية" قام بكتابته "جيلبرت لويس" و "ميرل راندال". وذكرت في هذا الكتاب الألفة الكيميائية عن الطاقة الحرة. وجاء المقال الثاني عام 1933 بعنوان " الترموديناميكا الحديثة وتطبيق طرق "ويلارد جيبس" وقام بتأليفه "جوجنهايم ". بذلك يعتبر كل من لويس وراندال وجوجنهايم هم مؤسسوا علم الترموديناميكا الكيميائية الحديث نظرا لأعمالهم في ذلك الكتابين التي وحدوا فيهما تطبيقات الترموديناميكا مع الكيمياء.

## الطاقة الكيميائية
الطاقة الكيميائية هي جهد أو كمون مادة كيميائية للقيام بتفاعل كيميائي أو لتحويل مواد أخرى. ويحتاج تكوين رابطة كيميائية أو فكها إلى طاقة والتي يمكن أن تُمتص أو تصدر من نظام كيميائي.
الطاقة التي يصدرها تفاعل كيميائي (أو يمتصها) ما هي إلا الفرق بين محتوى الطاقة للمواد الناتجة من التفاعل والمواد الداخلة في التفاعل. هذا التغير في الطاقة يسمى طاقة داخلية لتفاعل كيميائي، حيث تكون
{\displaystyle \Delta {U_{f}^{\circ }}_{\mathrm {reactants} }} الطاقة الداخلية لتكوين جزيئات المواد المتفاعلة، ويمكن حسابها من الطاقات الرابطة لمختلف الروابط الكيميائية للجزيئات التي نقوم باختبارها بالإضافة إلى {\displaystyle \Delta {U_{f}^{\circ }}_{\mathrm {products} }}
الطاقة الداخلية لتكوين الجزيئات الناتجة من التفاعل. ويعادل التغير في الطاقة الداخلية أثناء التفاعل الحرارة الناتجة من التفاعل الذي نجريه في ظروف حجم ثابت، مثلما يحدث عند استخدام مسعر قنبلي. إما في حالة إجراء تفاعل تحت ضغط ثابت (كما هو الحال عادة عند العمل في المعمل الكيميائي) في تفاعل نجريه في قوارير مفتوحة فلا تكون التغير في الحرارة مساويا للتغير في الطاقة الداخلية، ذلك لأن شغلا ينتج عن تغير حاصل ضرب الضغط في الحجم PV . (ونسمي التغير الحراري لعملية نجريها عند ضغط ثابت «تغير الإنثالبي»).

## التفاعلات الكيميائية
من أهم خصاص الترموديناميكا الكيميائية علاقتها بما يسمى درجات الحرية والعمليات، مثل التفاعلات الكيميائية والتحول الطوري وهي عمليات يزداد فيها الإنتروبي حتى يصل كل منها إلى حالة توازن، وأحيانا تكون تلك العمليات مقترنة بأجهزة عملية مثل مكبس أو خلية كهربائية تنتج شغلا أو تكتسب شغلا من الخارج. وكذلك في مواد كبيرة متجانسة تعتمد الطاقة الحرة على التركيب الكيميائي لها مثلما تؤثر كمونات كيميائية والطاقة الداخلية. فإذا كانت
كميات { Ni } العناصر الكيميائية مجهولة فإننا لا نستطيع وصف التغيرات التي تحدث في التركيب الكيميائي.

### دالة جيبس
تحتوي دالة جيبس لنظام كبير على عدة متغيرات من ضمنها كميات المواد { Ni } تؤثر على (الطاقة الحرة) G ، وهي تصف التركيب الكيميائي وكميات المواد، ويعبر عنها بأعداد الجزيئات الموجودة في التفاعل. (وأحيانا نعبر عن تلك الأعداد باستخدام عدد أفوجادرو أو عدد مولات المواد). كما تعتمد قيمة G على درجة الحرارة T والضغط P
{\displaystyle G=G(T,P,\{N_{i}\})\,.}
وفي حالة احتمال نشأة شغل في هيئة P.V (تغير في الحجم) يكون التغير في الطاقة الحرة مساويا للمعادلة:
{\displaystyle dG=-SdT+VdP+\sum _{i}\mu _{i}dN_{i}\,}
في تلك المعادلة تعني:
μi الكمون الكيميائي للمركب i في النظام.
{\displaystyle \mu _{i}=\left({\frac {\partial G}{\partial N_{i}}}\right)_{T,P,N_{j\neq i},etc.}\,.}
ويهمنا المقدار dG بصفة خاصة عندما تكون درجة الحرارة T والضغط P ثابتين، وهي حالة يسهل تنفيذها في المختبر وتعادل حالة الحياة الطبيعية، فيصبح التغير في طاقة جيبس الحرة:
{\displaystyle (dG)_{T,P}=\sum _{i}\mu _{i}dN_{i}\,.}
في المعادلة أعلاه تعني S الإنتروبيا.

### الألفة الكيميائية
الألفة الكيميائية هي خواص إلكترونية للعناصر تحدد مدى نشاط عنصر في الدخول في تفاعل كيميائي مع غيره.
وكثير ما يحدث تغير في التركيب الكيميائي في عملية مثل تفاعل كيميائي أو حركة جزيئات من طور (سائل) إلى طور آخر (غاز أو مادة صلبة). ولهذا يعمل العلماء على التوصل إلى صيغة لا تكون فيها كميات المكونات ( Ni } قابلة للتغير مستقلة عن الآخرين. فجميع العمليات الواقعية تتم طبقا لاحترام بقاء المادة (المادة لا تفنى)، وبالإضافة إلى ذلك فلا بد من انحفاظ أعداد الذرات في التفاعل أو العملية الكيميائية. وكل ما يتم من تكوين جزيئات أو تحولات خلالها فهي تنتمي إلى «النظام».
بالتالي نريد ادخال متغير يمثل درجة تقدم عملية كيميائية وليكن
 ξ واستخدام المشتقات الجزئية G/∂ξ∂ (بدلا من "ΔG" الشائعة الاستعمال). نحصل على صيغة لاعتمادها على
 dG في تفاعل كيميائي (أو أي عملية أخرى).
فإذا افترضنا تفاعلا واحدا، نحصل على:
{\displaystyle (dG)_{T,P}=\left({\frac {\partial G}{\partial \xi }}\right)_{T,P}d\xi .\,}
ونضيف على المعادلة معاملات حساب العناصر المتفاعلة لكل مركب i في التفاعل:
{\displaystyle \nu _{i}=\partial N_{i}/\partial \xi \,}
هذه العلاقة تبين عدد الجزيئات من النوع i تتكون أو تتغير خلال التفاعل، ونحصل على صيغة حسابية للمشتقة الجزئية:
{\displaystyle \left({\frac {\partial G}{\partial \xi }}\right)_{T,P}=\sum _{i}\mu _{i}\nu _{i}=-\mathbb {A} \,}
حيث A هي الألفة الكيميائية . وتدل الإشارة السالبة على أن التغير التلقائي في التفاعل الكيميائي يكون مصحوبا بإشارة سالبة لطاقة جيبس الحرة، أي تكون الأجناس الكيميائية ذات ألفة موجبة بالنسبة لبعضها البعض. وتعني {\displaystyle \mu _{i}} الكمون الكيميائي للمادة i .
وتأخذ مشتقة G صورة بسيطة تبين اعتمادها على تغير المركبات:
{\displaystyle (dG)_{T,P}=-\mathbb {A} \,d\xi \,.}
في حالة سريان عدة تفاعلات كيميائية آنيا، كما هو الحال عادة، تصبح المعادلة في صيغتها العامة:
{\displaystyle (dG)_{T,P}=-\sum _{k}\mathbb {A} _{k}\,d\xi _{k}\,.}
وفيها يعوض التغير في الألفة { ξj } عن التغير المرغوب تلافيه في ( Ni } حيث أنها لاتتغير مستقلة عل الآخرين.
تصبح المعادلات السابقة مساوية للصفر في حالة التوازن الترموديناميكي، بينما تكون سالبة الإشارة في الأنظمة المعتادة حيث تنتج جميع التفاعلات الكيميائية الجارية بمعدل معلوم زيادة في الإنتروبيا.
ويمكن تكملة النتيجة بإدخال معدل تفاعل dξj/dt.
وينطبق على كل عملية فيزيائية تجري مستقلة العلاقة:
{\displaystyle \mathbb {A} \ {\dot {\xi }}\leq 0\,.}
تلك نتيجة هامة حيث أن الكمونات الكيميائية تنتمي إلى الخواص المكثفة وهي تعتمد فقط على مخلوط الجزيئات. وهي لا «تعرف» عما إذا كانت درجة الحرارة تتغير أو الضغط سوف يتغير مع الزمن. فهي شرط من شروط التكوين المحلي للنظام.
وبذلك نكون قد توصلنا إلى صيغة تعبر عن الكمونات الكيميائية والألفة وتنطبق على أي موضع محلي يحدث فيه تفاعل كيميائي (أو أي عملية أخرى في نظام حجمي كبير متجانس). وعند حساب إنتاج الإنتروبيا بسبب عمليات غير عكوسية فقد استبدلت الآن علامة اللامساواة ل dG بعلامة التساوي:
{\displaystyle dG=-SdT+VdP-\sum _{k}\mathbb {A} _{k}\,d\xi _{k}+W'\,}
أو
{\displaystyle dG_{T,P}=-\sum _{k}\mathbb {A} _{k}\,d\xi _{k}+W'.\,}
ويشكل أي انخفاض في دالة غيبس لنظام الحد الأقصى لأي شغل يتم في درجة حرارة ثابتة أو تحت ضغط ثابت وتصدر في الوسط المحيط، أو تنتشر، وتظهر كحاصل ضرب T. dS في الوسط المحيط. وربم تظهر جزئيا لإجراء شغل وجزئيا لزيادة الإنتروبيا. والمهم هو أن تقدم تفاعل لتفاعل كيميائي يمكن أن يكون مقترنا بإزاحة في كمية خارجية ميكانيكية أو كهربائية بطريقة يمكن تغييرها فقط إذا تغيرت كمية أخرى. وقد يكون هذا الاقتران مباشرا وقويا أو اقترانا مرنا ومتغيرا.

### المحاليل
في المحاليل وفي الكيمياء الحيوية يستخدم عادة الانخفاض في طاقة غيبس الحرة (G/∂ξ∂ , بوحدة مول ويعبر عنها عادة ب ΔG) للتعبير عن (−T مضروبة) في الإنتروبيا الناشئة من تفاعل كيميائي تلقائي حيث لا يتولد شغل، ربما ما عدا بعض الشغل الناتج PdV عن تغير في الحجم. والتأكيد على أن «التفاعل التلقائي يكون مقترنا بإشارة سالبة ل ΔG» ما هو إلا تكرار للعلاقة الترموديناميكية الأساسية التي تعطي للطاقة بعدا فيزيائيا غريبا في تعريف الغنتروبيا. فإذا لم ينشأ شغل يستفاد منه فقد يكون من الأنسب استخدام تحويل ليجاندر للإنتروبيا عند حجم ثابت أو عند درجة حرارة ثابتة T أو عند درجة حرارة Tوضغط P ثابتين، والتوصل غلأى «دوال ميسيو» (F/T) - و (G/T) - على التوالي (كل منهما ذو إشارة سالبة).

## اللاتوازن
يُعامل النظام في الترموديناميكا الكيميائية بأنه في حالة توازن أو في حالة قريبة من التوازن. وقد قام إيليا بريغوجين بتطوير التعامل الترموديناميكي للأنظمة المفتوحة البعيدة عن التوازن، وتوصل إلى ظواهر وبنيات تختلف كثيرا عن المتوقع. وقد وجدت نتائجه العامة بالنسبة إلى الترموديناميكا غير الخطية غير العكوسية تطبيقات واسعة في مجالات عديدة.
وقد استخدمت ترموديناميكا اللاتوازن لتفسير كيف يتطور مثلا نظام حيوي منظم من عدم نظام. وحتى إذا استخدمت «علاقات أونساجير» فلا تزال مبادئ التوازن في الترموديناميكا الكلاسيكية تبين أن الأنظمة الخطية التي هي قريبة من التوازن تتغير إلى أنظمة غير نظامية تكون مستقرة لاختلالات فيها ولا تستطيع تفسير نشأة أنظمة منظمة.
وأطلق بريغوجين  على تلك الأنظمة تعبير أنظمة تشتتية لانها تتكون وتبقى موجودة من خلال عمليات تشتتية تحدث بسبب تبادل للطاقة بين نظام والوسط المحيط، ولأنها تختفي إذا انقطع هذا التبادل. ويمكن القول بأنها «تعيش» في حالة اقتران مع الوسط المحيط.
(هذا الموضوع يحاول أن يفسر عدم اتباع الأنظمة المنظمة الظاهري للقانون الثاني للديناميكا الحرارية الذي ينص على أن العمليات الطبيعية تتم في الطبيعة تلقائيا بزيادة في الإنتروبيا، أي زيادة في العشوائية وعدم الانتظام. فكيف نشأت الحياة؟ كيف نشأت الأحياء على الأرض كأنظمة منظمة معقدة وكان من المفروض لمكوناتها أن تتشتت وتتفرق؟ وتحاول رؤية بريغوجين تفسير هذا المسار المعكوس (المحدود في نظام صغير) وينشأ عنه نظام وحياة، ويقول باختصار أن إنتروبية النظام الصغير تقل على حساب زيادة في إنتروبية الوسط المحيط (الكون)، وأن مجموعهما يحمل زيادة في صافي إنتروبيا الكون ككل، وبذلك ينطبق القانون الثاني للديناميكا ترموديناميكا في جميع الحالات)(اقرأ أيضا إنتروبيا وسهم الزمن).

## اقرأ أيضا
- إلفة كيميائية
- ديناميكا حرارية
- مبرهنة التوزع المتساوي
- سعة حرارية
- قابلية انضغاط
- إنتروبيا
- إنتروبيا وسهم الزمن
- قانون الغازات المثالية
- حركة حرارية
- تقدم تفاعل